# Perryton
Perryton és una població dels Estats Units a l'estat de Texas. Segons el cens del 2000 tenia 7.774 habitants.

## Demografia
Segons el cens del 2000, Perryton tenia 7.774 habitants, 2.785 habitatges, i 2.113 famílies. La densitat de població era de 677,6 habitants/km².
Dels 2.785 habitatges en un 42,3% hi vivien nens de menys de 18 anys, en un 62,6% hi vivien parelles casades, en un 8,7% dones solteres, i en un 24,1% no eren unitats familiars. En el 21,3% dels habitatges hi vivien persones soles el 9,5% de les quals corresponia a persones de 65 anys o més que vivien soles. El nombre mitjà de persones vivint en cada habitatge era de 2,77 i el nombre mitjà de persones que vivien en cada família era de 3,22.
Per edats la població es repartia de la següent manera: un 31,3% tenia menys de 18 anys, un 8,7% entre 18 i 24, un 28,9% entre 25 i 44, un 19,8% de 45 a 60 i un 11,3% 65 anys o més.
L'edat mediana era de 33 anys. Per cada 100 dones de 18 o més anys hi havia 94,4 homes.
La renda mediana per habitatge era de 37.363 $ i la renda mediana per família de 45.045 $. Els homes tenien una renda mediana de 31.803 $ mentre que les dones 19.694 $. La renda per capita de la població era de 16.431 $. Aproximadament el 9,7% de les famílies i el 13,2% de la població estaven per davall del llindar de pobresa.

## Poblacions més properes
El següent diagrama mostra les poblacions més properes.